# Radioreleu
Radioreleul reprezintă un sistem de radiocomunicații dirijate pe unde metrice, decimetrice, sau centimetrice, utilizate la transmiterea semnalelor radio între două puncte prin recepții și retransmisii succesive efectuate în puncte intermediare. În general între punctele de emisie și recepție există vizibilitate directă. 
Comunicațiile prin radiorelee se realizează pe următorul principiu: o undă electromagnetică
concentrată într-un fascicul îngust, cu ajutorul unei antene de emisie directive, este orientată spre punctul de recepție în care, cu ajutorul unei antene de recepție directive, se culege maximum de energie posibil. Semnalul recepționat este amplificat și retransmis către punctul următor. Astfel, din aproape în aproape, semnalele pot fi transmise pe disanțe de ordinul miilor de kilometri. În cazul unnei legături bilaterale, un al doilea fascicul de unde electromagnetice se propagă în sens invers.
Tehnica radioreleelor folosește pentru transmiterea informațiilor domeniul de frecvențe 30 MHz - 40 GHz, în benzi alocate prin Regulamentul Radiocomunicațiilor, cu puteri ale emițătoarelor până la 20 W.
Radioreleele fixe sunt folosite pentru stabilirea unor legături stabile între anumite puncte. În general, intră în compunerea liniilor și a rețelelor de radiorelee, cu ajutorul cărora se asigură legături de semnal naționale și internaționale. O linie de radiorelee poate cuprinde mai multe căi telefonice (de la 24 la 2.700), fiecare dintre acestea putând cuprinde, la rândul lor, mai multe canale telegrafice sau de fototelegrafie; canale de radiodifuziune sonoră, canale de telecomandă, telesemnalizare, telecontrol, transmisii de date; canale de televiziune cu sunetul asociat; canale pentru imagini sau date de radiolocație.
Radioreleele mobile servesc atât pentru realizarea legăturilor telefonice temporare, cât, mai ales, pentru transmiterea semnalului de televiziune și a sunetului asociat de la carul de reportaj de televiziune la stația de recepție sau la o stație a rețelei de radiorelee fixe, pentru a fi transportat la centrul de televiziune.